# Ekimia
Genre
Ekimia est un genre de plantes à fleurs de la famille des Apiaceae. Ses espèces sont endémiques de la péninsule anatolienne. 
Plus précisément, Ekimia bornmuelleri, l'espèce type du genre, est présente sur une majeure partie de la Turquie et des pays limitrophes comme le Liban et la Syrie ; Ekimia petrophila habite les montagnes du centre-sud de l'Anatolie, tandis qu'Ekimia glauca a été décrite à partir des Monts Nur au Sud-Est. Quant à Ekimia ozcan-secmenii, elle est décrite depuis le Sud-Ouest. Ekimia glauca est une espèce qui appartenait auparavant au genre Laserpitium,.

## Ensemble des espèces
- Ekimia bornmuelleri (Hub.-Mor. & Reese) H. Duman & M. F. Watson (1999)[4],[5]
- Ekimia glauca (Post) Banasiak, Baczyñski & Spalik (2016)[4],[5]
- Ekimia ozcan-secmenii Senol & Eroglu (2018)[4]
- Ekimia petrophila (Boiss. & Heldr.) Baczyñski, Banasiak & Spalik (2016)[4],[5]